# Bundesverband Estrich und Belag
Der Bundesverband Estrich und Belag e. V. (BEB) in Troisdorf-Oberlar ist eine Informations- und Kommunikationsplattform für bauausführende Betriebe des Bodenbaus. Dem BEB angeschlossen sind die Gütegemeinschaft Estrich und Belag und das Institut für Baustoffprüfung und Fußbodenforschung (IBF).
Der BEB ist damit ein Teil der Organisation des Estrich- und Belaggewerbes in Deutschland, welches im Wesentlichen auf drei Säulen ruht:
- Bundesverband Estrich und Belag (BEB), Troisdorf,
- Bundesfachgruppe Estrich und Belag im Zentralverband Deutsches Baugewerbe (ZDB), Berlin
- Bundesfachschule Estrich und Belag, Feuchtwangen

## Geschichte
Beim Amtsgericht Siegburg wurde für den Bundesverband die erste Satzung im Jahr 1933 eingetragen. In der Historie entwickelte sich aus dem damaligen Fachverein Steinholz in den 50er Jahren der Fachwissenschaftliche Bundesverband Estrich und Steinholz. Schließlich erfolgte im Jahr 1962 eine Namensänderung in Bundesverband Estrich und Bodenbeläge. Damit trug man der technologischen Entwicklung Rechnung, nach der das Vollhandwerk „Steinholz“ in „Estrichlegerhandwerk“ umbenannt wurde. In den 70er Jahren kam es zu einer weiteren Umbenennung aufgrund des Zusammenschlusses verschiedener regionaler technischer Verbände der Estrichbranche. Seit dieser Zeit gibt es den „Bundesverband Estrich und Belag e. V.“. 

## Ziele und Aufgaben
Der technische Verband hat den Zweck, die wissenschaftlichen, technischen und betriebswirtschaftlichen Grundlagen der Estrich- und Belag-Herstellung und Estrichverlegung zu fördern und weiterzuentwickeln. Hierzu zählen unter anderem folgende Aktivitäten:
- regelmäßige Informationen der Mitglieder über technische Entwicklungen
- Herausgabe von Arbeits- und Hinweisblättern
- Durchführung von Seminaren zu aktuellen Themen
- Beratung der Mitglieder in technischen Fragen
- Förderung des Güteschutzes von Estrichen und Belägen
- Vertretung der Interessen des Estrich- und Belaggewerbes in Normausschüssen und
- Förderung des ihm angeschlossenen Instituts für Baustoffprüfung und Fußbodenforschung

## Preisvergabe
Mit dem jährlich zu verleihenden Deutschen Estrichpreis lässt der Bundesverband dem Bauteil Estrich und den bauausführenden Betrieben auch öffentlich wirksam eine Anerkennung zukommen, die dem Bauteil entspricht. Die Ehrung erfolgt anlässlich der jährlichen Gemeinschaftstagung der am Bodenbau beteiligten Verbände. Bewerben können sich für diese Auszeichnung Unternehmen, die herausragende Sanierungs- oder Modernisierungsleistungen im Estrichbereich durchgeführt haben.